# 旭町 (福島市)
旭町（あさひちょう）は、福島県福島市の町名。丁番を持たない単独町名である。郵便番号は960-8113。

## 地理
市の本庁所管にあたる中央東地域に属し、中心市街地の北東部に位置する。東西は福島市道豊田町八島町線（旧奥州街道）から福島市道浜田町春日町線にかけての約330～420m、南北は福島市道142号旭町森合町線から福島市道松浪町春日町4号線にかけての約200mの範囲を町域とする。北西で春日町、北東で松浪町、東で桜木町、南で北五老内町、南西で花園町の北東角、西で山下町と隣接する。上町に所在する 福島警察署及び天神町に所在する福島消防署のそれぞれ管轄にあたる。当町域南端部にて国道4号と市道142号が交わる交差点は当町名より名が取られ、旭町交差点と命名されている。

## 歴史
1940年代に従来の大字小山荒井を廃し、地番呼称変更が行われ設置された。1964年に住居表示が実施され現在に至る。

## 世帯数と人口
2021年（令和3年）10月31日現在の世帯数と人口は以下の通りである。
| 町丁 | 世帯数  | 人口  |
| ---- | ------- | ----- |
| 旭町 | 250世帯 | 513人 |

## 小・中学校の学区
市立小・中学校に通う場合、学区は以下の通りとなる。
| 番地 | 小学校                 | 中学校                 |
| ---- | ---------------------- | ---------------------- |
| 全域 | 福島市立福島第三小学校 | 福島市立福島第二中学校 |

## 交通

### 鉄道
- 域内に鉄道施設は無い。

### 道路
- 国道4号北町バイパス
- 福島市道142号旭町森合町線
- 福島市道豊田町八島町線（電車通り・旧奥州街道）

### バス
福島交通路線バスが通過するが域内にバス停は無い。南隣の北五老内町との町境付近の国道4号上に社会保険事務所入口バス停が設置されている。

## 施設
- 福島県警察交通管制センター
- 日本バプテスト連盟福島旭町キリスト教会
  - 福島こひつじ幼稚園